# Renata Piszczek
Pour les articles homonymes, voir Piszczek.
Renata Piszczek, née en 1969, est une grimpeuse polonaise. 

## Palmarès

### Championnats du monde
- 1995 à Genève,  Suisse
  -  Médaille de bronze en vitesse
- 1993 à Innsbruck,  Autriche
  -  Médaille de bronze en vitesse

### Coupe du monde d'escalade
- 1993
  - 1eplace en vitesse, total
- 1998
  - 2eplace en combiné, total

### X Games
- 1eplace en 1999 San Francisco,  États-Unis